# Serigrafi
Serigrafi kaldes også silketryk eller rammetryk. En trykmetode stammende fra Kina hvor man skar to skabeloner ud og limede dem sammen med hår. Senere blev det silkedug og i dag anvendes kunststofdug (gaze, kunstsilke).
En serigrafiramme består af en træ-, aluminiums- eller stålramme, hvorover der er spændt en fintvævet dug – næsten ligesom et malerlærred. Dugen er dækket af en tæt belægning undtagen der, hvor farven skal trænge igennem.
Motivet overføres som regel til trykrammen fotografisk. Dette gøres ved at silken dækkes med en lysfølsom emulsion, der efterfølgende belyses gennem en film.
Efter belysningen fremkaldes motivet. Der hvor filmen har været klar er emulsionen belyst og derved hærdet (negativ-emulsion), de ubelyste områder af emulsionen (hvor filmen er sort) er stadig uhærdede og kan vaskes væk. Herved opnås at farven kan trænge gennem de områder der er ubelyst, men ikke gennem de belyste områder.
Ved en anden teknik benyttes en særlig 2-lags skærefilm, hvor motivet skæres ud i hånden og filmen hæftes på silken med et opløsningsmiddel – eller der anvendes selvklæbende film. Endvidere kan rammen dækkes af midlertidige motiver i form af papir, plast mv.
Selve trykningen foregår ved at trykfarven lægges i rammen og trykkes gennem motivet i silken, ned på emnet der skal trykkes på, med en rakel – en træliste med gummikant, der under let pres trækkes frem og tilbage over silken.
Serigrafi har sin fordel i at man kan trykke på alle materialer og i store størrelser med stor holdbarhed. Derfor anvendes det til vejskilte, trykte kredsløb, tekstiler og reklameskilte. Anvendes også industrielt til buede overflader som glasflasker, shampoobeholdere mv.
Silketryk kom til Danmark i 1927, hvor malermester Georg Nielsen kom hjem fra London, hvor han deltog i et kursus hos Selactine Silk Screen Printing Process Ltd., der var leverandør af udstyr til Silketryk.